# Microregione di Alagoinhas
Alagoinhas è una microregione dello Stato di Bahia in Brasile, appartenente alla mesoregione di Nordeste Baiano.

## Comuni
Comprende 9 municipi:
- Acajutiba
- Alagoinhas
- Aporá
- Araças
- Aramari
- Crisópolis
- Inhambupe
- Rio Real
- Sátiro Dias